# Clifton Sunada
Clifton S. Sunada –conocido como Cliff Sunada– (Honolulu, 18 de mayo de 1971) es un deportista estadounidense que compitió en judo. Ganó una medalla de plata en los Juegos Panamericanos de 1991 en la categoría de –56 kg.

## Palmarés internacional
| Juegos Panamericanos | Juegos Panamericanos | Juegos Panamericanos | Juegos Panamericanos |
| Año                  | Lugar                | Medalla              | Categoría            |
| -------------------- | -------------------- | -------------------- | -------------------- |
| 1991                 | La Habana (Cuba)     | Medalla de plata     | –56 kg               |